# Laccophilus persimilis
Laccophilus persimilis är en skalbaggsart som beskrevs av Régimbart 1895. Laccophilus persimilis ingår i släktet Laccophilus och familjen dykare. Inga underarter finns listade i Catalogue of Life.